# Giant Global Graph
Giant Global Graph (GGG) ist ein Begriff, der 2007 von Tim Berners-Lee geprägt wurde, um zwischen dem bestehenden World Wide Web und der nächsten Generation, zu unterscheiden. Im allgemeinen Sprachgebrauch bezieht sich „World Wide Web“ in erster Linie auf ein Netz diskreter, für Menschen lesbarer Informationsobjekte, zwischen denen durch per Hand erstellte Hyperlinks funktionale Verknüpfungen hergestellt werden. Im Web 3.0-Informationsdesigns ist nicht die Internetseite die kleinste Einheit, sondern einzelne Worte bzw. die Verknüpfung von Worten, die sogenannten Triples. Ein verwandtes Konzept, das sich mit Giant Global Graph überschneidet, ohne es vollständig zu umfassen, ist das des Semantic Web.
Das GGG-Konzept bezieht sich auch auf die Dezentralisierung von Internetinformationen, wobei durch das FOAF-Prinzip im Idealfall alle Informationen miteinander verknüpft sind. Die mit dem GGG verbundenen Computer sind dadurch in der Lage, nicht nur auf Anfrage der Benutzer die passenden Antworten herauszusuchen, sondern durch das systematisierte Wissen auch relevante Informationen an den Benutzer heranzutragen, nach denen der Benutzer gar nicht direkt gefragt hat. Der GGG kann damit dazu beitragen, die Verfügbarkeitsheuristik zu überwinden.